# Cryptus leucotomus
Cryptus leucotomus är en stekelart som först beskrevs av Julius Theodor Christian Ratzeburg 1844.  Cryptus leucotomus ingår i släktet Cryptus och familjen brokparasitsteklar. Inga underarter finns listade i Catalogue of Life.